# Oksidopamin
Oksidopamin (6-hidroksidopamin, 6-OHDA, 2,4,5-trihidroksifenetilamin) je neurotoksično sintetičko organsko jedinjenje koje se naučnim istraživanjima za selektivno uništavanje dopaminergičkih i noradrenergičkih neurona u mozgu. Smatra se 6-OHDA unose u neurone dopaminski i noradrenalinskih monoaminski transporteri.
Glavni oblik primene oksidopamina u istraživanjima je kao sredstvo za indukovanje Parkinsonizma kod laboratorijskih životinja kao što su miševi, pacovi i majmuni, koji se zatim koriste u razvoju i testiranju novih lekova i tretmana za Parkinsonovu bolest. Da bi se indukovolo ovo oboljenje kod životinja, oko 70% dopaminergičkih neurona u substantia nigra mozga mora biti uništeno. Osim oksidopamina može se koristiti MPTP. Ova agensa deluju putem formiranja reaktivnih oblika kiseonika kao što je radikal superoksida.